# Lista najwyższych budynków w Las Vegas

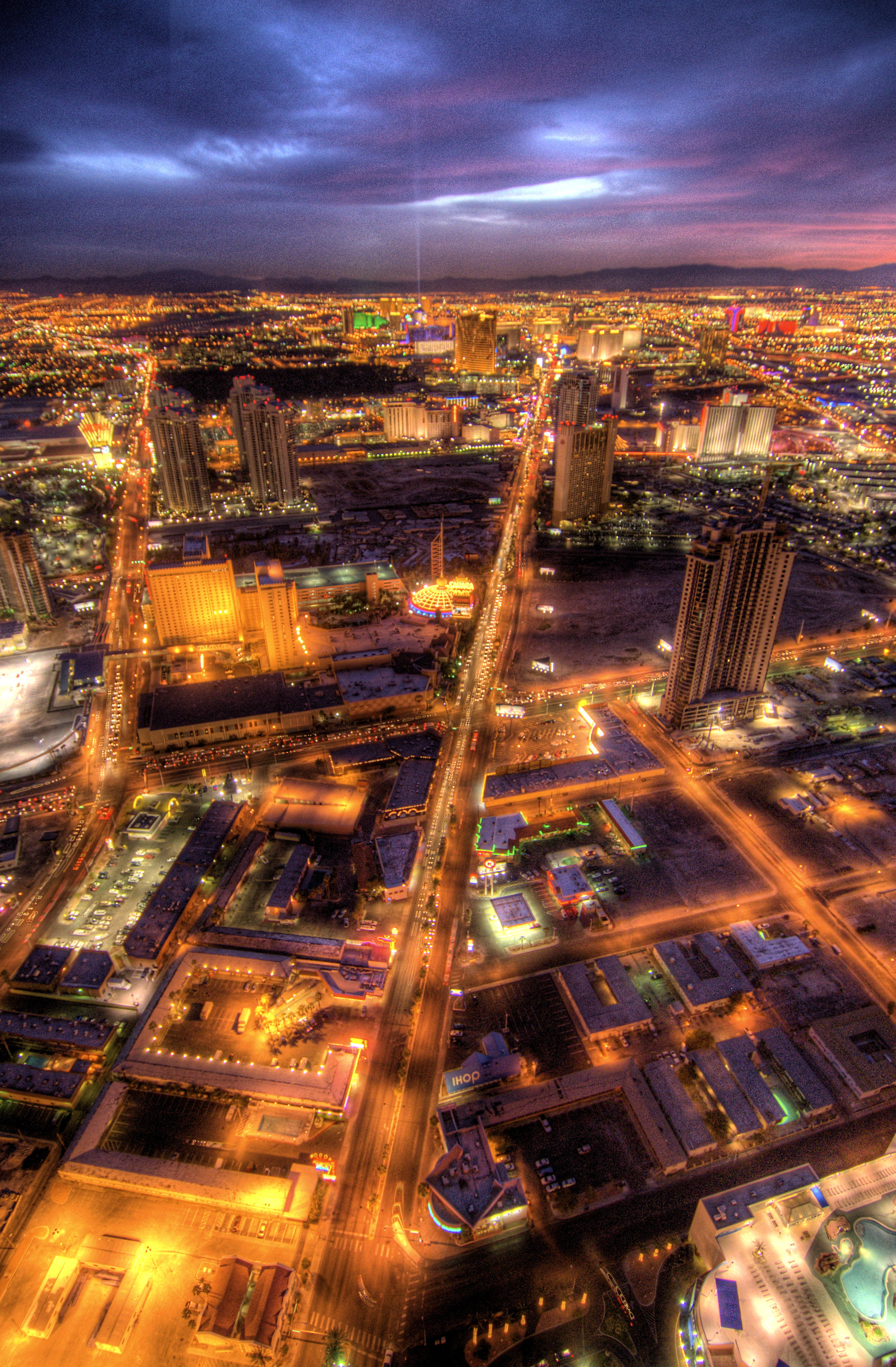
Panorama Las Vegas Strip nocą, widziana ze szczytu Stratosphere Tower

W Las Vegas, a także otaczających je obszarach niemunicypalnych znajduje się ponad 160 wieżowców, z których 42 posiadają wysokości ponad 122 metrów. Najwyższą strukturą w Las Vegas jest Stratosphere Tower, położona na północnym krańcu Las Vegas Strip, która ma wysokość 350 metrów. Stratosphere jest jednocześnie najwyższą wieżą widokową w Stanach Zjednoczonych. Jako że Stratosphere nie jest w pełni obiektem mieszkalnym, nie jest uważana za budynek, tylko za wieżę widokową. Dlatego też za najwyższy budynek w Las Vegas uznaje się pozostający w fazie budowy Fontainebleau Resort, który ma wysokość 224 metrów. Z kolei najwyższym skompletowanym budynkiem w mieście jest Palazzo, mierzący 196 metrów.

## Historia
Historia wieżowców w Las Vegas rozpoczęła się w 1954 roku, wraz z oddaniem do użytku Castaways Hotel and Casino w centrum miasta; konstrukcja o wysokości 66 metrów była najwyższym budynkiem w Las Vegas do 1961 roku, zaś w roku 2006 została wyburzona. W 1961 roku wybudowano Diamond of the Dunes Tower i od tego momentu większość powstających w Las Vegas wieżowców koncentrowała się przy bulwarze Las Vegas Strip.
Pierwszym wieżowcem–hotelem/kasynem, który sięgał powyżej 150 metrów był 161–metrowy New York-New York Hotel & Casino, otwarty w 1997 roku. Boom na wieżowce w Las Vegas zaczął się pod koniec lat 90. XX wieku i trwa do dziś; 39 z 40 najwyższych obiektów w mieście powstało po roku 1997. W 2009 roku panorama Las Vegas zajmowała 60. miejsce na świecie i 20. pozycję w Stanach Zjednoczonych pod względem liczby wieżowców, ze 168 skompletowanymi budynkami.
W nurcie zjawiska określanego mianem „Manhattanizacji”, w Las Vegas istnieje obecnie ponad 30 projektów nowych wieżowców o wysokościach powyżej 122 metrów, które pozostają albo w fazach planowania, albo zatwierdzone czekają na rozpoczęcie prac, albo też są już konstruowane.

## Najwyższe budynki
Lista przedstawia skompletowane wieżowce w Las Vegas, które posiadają co najmniej 122 metry wysokości, w oparciu o standardową miarę wysokości. Obejmuje ona iglice oraz detale architektoniczne, ale nie uwzględnia masztów antenowych. Znak równości (=) oznacza, że dwa lub więcej budynków posiada tę samą wysokość. Z kolei kolumna „Rok” odnosi się do roku, w którym dany budynek został skompletowany. Wolnostojące wieże widokowe, jako niezamieszkane budynki, zostały umieszczone na liście wyłącznie w celach porównawczych; nie są wliczane do rankingu.
Wiele wieżowców w Las Vegas leży przy bulwarze Las Vegas Strip, który w większości wykracza poza granice administracyjne miasta. Lista zawiera wszystkie wieżowce, które znajdują się w Las Vegas lub też na sąsiednich obszarach, które wykorzystują Las Vegas w oficjalnym adresie. United States Postal Service używa kodu „Las Vegas, NV” jako oficjalnego adresu pocztowego dla obszarów niemunicypalnych Paradise, Winchester oraz Spring Valley.
| Miejsce | Nazwa                                       | Grafika | Wysokość (m) | Piętra | Rok  | Współrzędne                                        | Notki |
| ------- | ------------------------------------------- | ------- | ------------ | ------ | ---- | -------------------------------------------------- | --- |
| [A]     | Stratosphere Tower                          |         | 350          | 112    | 1996 | 36°08′50,59″N 115°09′19,40″W/36,147386 -115,155389 | Najwyższa wieża widokowa w Stanach Zjednoczonych, 2. najwyższa wieża widokowa na Półkuli zachodniej po CN Tower w Toronto; 2. najwyższa wolnostojąca struktura po zachodniej stronie rzeki Mississippi po Kennecott Smokestack w Utah; najwyższa struktura w Las Vegas i w stanie Nevada od 1996 roku. |
| 1       | Fontainebleau Resort                        |         | 224          | 63     | 2010 | 36°08′15,97″N 115°09′33,92″W/36,137769 -115,159422 | Obiekt w fazie konstrukcji; od 2009 roku najwyższy budynek w Las Vegas oraz w stanie Nevada. |
| 2       | Resorts World Las Vegas                     |         | 206          | 57     | 2021 | 36°08′00,70″N 115°09′57,63″W/36,133528 -115,166008 | Najwyższy skompletowany budynek w Las Vegas i w stanie Nevada w latach 2010. Otwarty 24 czerwca 2021.. |
| 3       | The Palazzo                                 |         | 196          | 53     | 2007 | 36°07′26,69″N 115°10′04,35″W/36,124081 -115,167875 | Najwyższy skompletowany budynek w Las Vegas i w stanie Nevada; najwyższy hotel w Las Vegas. |
| 4       | Encore at Wynn Las Vegas                    |         | 192          | 50     | 2008 | 36°07′46,40″N 115°09′52,92″W/36,129556 -115,164700 | [ 14 ] [ 15 ] |
| 5       | Trump International Hotel & Tower – wieża I |         | 190          | 64     | 2008 | 36°07′46,96″N 115°10′21,27″W/36,129711 -115,172575 | Najwyższy budynek mieszkalny w Las Vegas. |
| 6       | Wynn Las Vegas                              |         | 187          | 60     | 2005 | 36°07′35,23″N 115°09′56,55″W/36,126453 -115,165708 | [ 18 ] [ 19 ] |
| 7=      | The Cosmopolitan – wieża wschodnia          |         | 184          | 51     | 2010 | 36°06′35,45″N 115°10′26,13″W/36,109847 -115,173925 | [ 20 ] [ 21 ] |
| 7=      | The Cosmopolitan Casino – wieża zachodnia   |         | 184          | 53     | 2010 | 36°06′35,45″N 115°10′26,13″W/36,109847 -115,173925 | [ 22 ] [ 23 ] |
| 9=      | Aria Resort & Casino                        |         | 183          | 50     | 2009 | 36°06′28,15″N 115°10′37,41″W/36,107819 -115,177058 | Piętra 40-49 zostały pominięte ze względu na przesądy. |
| 9=      | Planet Hollywood – wieża I                  |         | 183          | 50     | 2009 | 36°06′30,65″N 115°10′07,75″W/36,108514 -115,168819 | [ 26 ] [ 27 ] |
| 11      | Vdara                                       |         | 169          | 57     | 2009 | 36°06′34,02″N 115°10′40,66″W/36,109450 -115,177961 | [ 28 ] [ 29 ] |
| [A]     | Wieża Eiffela w Paris Las Vegas             |         | 165          | 3      | 1999 | 36°06′44,88″N 115°10′20,23″W/36,112467 -115,172286 | [ 30 ] [ 31 ] |
| 12      | Mandarin Oriental, Las Vegas                |         | 164          | 56     | 2009 | 36°06′22,32″N 115°10′27,83″W/36,106200 -115,174397 | [ 32 ] [ 33 ] |
| 13      | New York-New York Hotel & Casino            |         | 161          | 49     | 1997 | 36°06′08,06″N 115°10′27,53″W/36,102239 -115,174314 | Najwyższy budynek w Las Vegas, który został skonstruowany w latach 90. XX wieku. |
| 14      | Palms Place                                 |         | 158          | 47     | 2008 | 36°06′50,68″N 115°11′55,43″W/36,114078 -115,198731 | [ 35 ] |
| 15      | Bellagio Resort & Casino                    |         | 508 (155)    | 36     | 1998 | 36°06′47,16″N 115°10′35,52″W/36,113100 -115,176533 | [ 36 ] [ 37 ] |
| 16      | Sky Las Vegas                               |         | 152          | 45     | 2007 | 36°08′19,53″N 115°09′41,10″W/36,138758 -115,161417 | [ 38 ] [ 39 ] |
| 17      | The Martin                                  |         | 157          | 42     | 2009 | 36°06′30,46″N 115°10′56,65″W/36,108461 -115,182403 | [ 40 ] |
| 18      | THEhotel at Mandalay Bay                    |         | 148          | 64     | 2003 | 36°05′34,54″N 115°10′38,57″W/36,092928 -115,177381 | [ 41 ] [ 42 ] |
| 19      | Mandalay Bay Resort and Casino              |         | 146          | 62     | 1999 | 36°05′30,48″N 115°10′29,22″W/36,091800 -115,174783 | [ 43 ] [ 44 ] |
| 20=     | Turnberry Place – wieża I                   |         | 145          | 38     | 2001 | 36°08′26,39″N 115°09′11,24″W/36,140664 -115,153122 | [ 45 ] [ 46 ] |
| 20=     | Turnberry Place – wieża II                  |         | 145          | 38     | 2002 | 36°08′26,39″N 115°09′11,24″W/36,140664 -115,153122 | [ 47 ] [ 48 ] |
| 20=     | Turnberry Place – wieża III                 |         | 145          | 38     | 2004 | 36°08′26,39″N 115°09′11,24″W/36,140664 -115,153122 | [ 49 ] [ 50 ] |
| 20=     | Turnberry Place – wieża IV                  |         | 477 (145)    | 38     | 2006 | 36°08′26,39″N 115°09′11,24″W/36,140664 -115,153122 | [ 51 ] [ 52 ] |
| 24=     | The Signature at MGM Grand – wieża I        |         | 145          | 38     | 2006 | 36°06′24,66″N 115°09′59,18″W/36,106850 -115,166439 | [ 53 ] [ 54 ] |
| 24=     | The Signature at MGM Grand – wieża II       |         | 145          | 38     | 2006 | 36°06′24,66″N 115°09′59,18″W/36,106850 -115,166439 | [ 55 ] [ 56 ] |
| 24=     | The Signature at MGM Grand – wieża III      |         | 145          | 38     | 2007 | 36°06′24,66″N 115°09′59,18″W/36,106850 -115,166439 | [ 57 ] [ 58 ] |
| 24=     | The Venetian                                |         | 145          | 40     | 1999 | 36°07′17,83″N 115°10′09,29″W/36,121619 -115,169247 | [ 59 ] [ 60 ] |
| 28      | Allure Las Vegas – wieża I                  |         | 142          | 41     | 2007 | 36°08′38,46″N 115°09′32,60″W/36,144017 -115,159056 | [ 61 ] [ 62 ] |
| 29      | Palms Fantasy Tower                         |         | 140          | 40     | 2006 | 36°06′50,09″N 115°11′40,29″W/36,113914 -115,194525 | [ 63 ] [ 64 ] |
| 30=     | Turnberry Towers – wieża I                  |         | 38           | 45     | 2007 | 36°08′26,39″N 115°09′11,24″W/36,140664 -115,153122 | [ 65 ] [ 66 ] |
| 30=     | Turnberry Towers – wieża II                 |         | 138          | 45     | 2008 | 36°08′26,39″N 115°09′11,24″W/36,140664 -115,153122 | [ 67 ] [ 68 ] |
| 32      | Caesars Palace                              |         | 133          | 29     | 1998 | 36°07′00,35″N 115°10′37,95″W/36,116764 -115,177208 | [ 69 ] [ 70 ] |
| 33=     | Veer Towers                                 |         | 129          | 37     | 2010 | -                                                  | [ 71 ] |
| 33=     | Masquerade Tower                            |         | 129          | 42     | 1997 | 36°06′57,67″N 115°11′11,50″W/36,116019 -115,186528 | [ 72 ] [ 73 ] |
| 33=     | Palms Casino Resort                         |         | 129          | 42     | 2001 | 36°06′53,61″N 115°11′38,63″W/36,114892 -115,194064 | [ 74 ] [ 75 ] |
| 35=     | Marriott’s Grand Chateau                    |         | 128          | 37     | 2008 | 36°06′27,68″N 115°10′10,07″W/36,107689 -115,169464 | [ 76 ] [ 77 ] |
| 35=     | Panorama – wieża I                          |         | 128          | 33     | 2006 | 36°06′26,97″N 115°10′57,11″W/36,107492 -115,182531 | [ 78 ] [ 79 ] |
| 35=     | Panorama – wieża II                         |         | 128          | 33     | 2007 | 36°06′23,97″N 115°10′57,34″W/36,106658 -115,182594 | [ 80 ] [ 81 ] |
| 38      | Hilton Grand Vacations Club – wieża II      |         | 123          | 38     | 2006 | 36°08′23,90″N 115°09′38,78″W/36,139972 -115,160772 | [ 82 ] [ 83 ] |
| 39=     | Fitzgeralds Casino and Hotel                |         | 122          | 34     | 1979 | 36°10′11,33″N 115°08′33,59″W/36,169814 -115,142664 | Najwyższy budynek w centrum Las Vegas, najwyższy budynek powstały w latach 70. XX wieku. |
| 39=     | Planet Hollywood Resort and Casino          |         | 122          | 39     | 2000 | 36°06′35,89″N 115°10′16,94″W/36,109969 -115,171372 | [ 85 ] [ 86 ] |

## Najwyższe budynki w fazach konstrukcji, planowania lub zatwierdzenia do budowy

### W konstrukcji
Lista zawiera budynki, które pozostają obecnie w fazie konstrukcji, a ich wysokość osiągnie co najmniej 122 metry. Kolumna „Rok” odnosi się do szacowanej daty oddania obiektów do użytku.
| Nazwa                                            | Grafika | Wysokość m | Piętra | Rok (szacowany)                       | Współrzędne                                        | Notki |
| ------------------------------------------------ | ------- | ---------- | ------ | ------------------------------------- | -------------------------------------------------- | --- |
| Fontainebleau Resort                             |         | 224        | 68     | 2014                                  | 36°08′15,97″N 115°09′33,92″W/36,137769 -115,159422 | Gdy konstrukcja dotarła na szczyt obiektu w 2009 roku, Fontainebleau został najwyższym budynkiem w Las Vegas oraz w stanie Nevada. |
| Echelon Place Resort & Casino                    |         | 198        | 57     | 2014 (konstrukcja wstrzymana)         | 36°08′00,07″N 115°09′57,63″W/36,133353 -115,166008 | [ 87 ] [ 88 ] |
| The St. Regis Residences at the Venetian Palazzo |         | 193        | 43     | 2014 (konstrukcja wstrzymana)         | 36°07′24,21″N 115°10′12,52″W/36,123392 -115,170144 | Konstrukcja obiektu została wstrzymana; w momencie skompletowania, będzie to najwyższy budynek mieszkalny w Las Vegas. |
| Echelon Place Delano Hotel                       |         | 145        |        | 2014 (konstrukcja wstrzymana)         | 36°08′00,07″N 115°09′57,63″W/36,133353 -115,166008 | Konstrukcja obiektu została wstrzymana. |
| Harmon Hotel                                     |         | 136        | 40     | 2012 (planowane jest jego wyburzenie) | 36°06′31,55″N 115°10′25,32″W/36,108764 -115,173700 | Pod koniec 2008 roku prace budowlane nad Harmon Hotel zostały wstrzymane po tym, jak inspektorzy wykryli wady konstrukcyjne. Inwestorzy zajęli się konstrukcją innych obiektów w kompleksie CityCenter, definitywnie wstrzymując prace nad Harmon Hotel; budynek zostanie prawdopodobnie wyburzony. |

### Projekty zatwierdzone
Lista przedstawia budynki, których projekty zostały zatwierdzone i obecnie oczekują na rozpoczęcie prac budowlanych.
| Nazwa                            | Wysokość (m) | Piętra | Rok (szacowany) | Notki |
| -------------------------------- | ------------ | ------ | --------------- | --- |
| World Jewelry Center             | 248          | 57     | 2011            | W momencie skompletowania, World Jewelry Center będzie najwyższym budynkiem i 2. najwyższą strukturą w Las Vegas. Będzie to ponadto najwyższy budynek komercyjny na tym obszarze. |
| Planet Hollywood – wieża II      | 183          | 50     | 2009            | [ 26 ] [ 27 ] |
| World View Towers I              | 199          | 45     | 2012            | [ 95 ] |
| World View Towers II             | 199          | 45     | 2012            | [ 96 ] |
| Trump Hotel Las Vegas – wieża II | 190          | 64     | 2011            | [ 97 ] [ 98 ] |
| Symphony Park Resort and Casino  | 180          | 47     | 2015            | [ 99 ] |
| The Stanhi                       | 152          | 45     | 2011            | [ 100 ] [ 101 ] |
| H.U.E. Lofts at Art Central      | 136          | 39     | 2011            | [ 102 ] |

### Budynki planowane
Lista składa się z budynków, które są obecnie w stadiach planowania i mają posiadać wysokość co najmniej 122 metrów.
| Nazwa                                  | Wysokość (m) | Piętra | Rok (szacowany) | Źródła  |
| -------------------------------------- | ------------ | ------ | --------------- | ------- |
| Allure Las Vegas wieża II              | 242          | 72     | 2011            | [ 103 ] |
| Renzi Las Vegas wieża I                | 237          | 63     | –               | l       |
| Renzi Las Vegas wieża II               | 237          | 63     | –               | [ 104 ] |
| Grand Central Hotel                    | –            | 61     | –               | [ 105 ] |
| Flatiron Las Vegas                     | 177          | 50     | 2010            | [ 106 ] |
| MGM Grand Hotel Addition               | 177          | 49     | 2011            | [ 107 ] |
| Dynasty Towers                         | 170          | 63     | –               | [ 108 ] |
| The Signature at MGM Grand – wieża D   | 168          | 45     | 2011            | [ 109 ] |
| The Signature at MGM Grand – wieża E   | 168          | 45     | 2011            | [ 110 ] |
| Highland Drive & Polaris Condo Tower   | 164          | 47     | –               | [ 111 ] |
| Elite Tower                            | 164          | 45     | –               | [ 112 ] |
| The Place at Mandalay                  | 159          | –      | 2012            | [ 113 ] |
| Eighty on Fourth                       | 54           | 40     | 2010            | [ 114 ] |
| Royal Resort Hotel and Timeshare Tower | 152          | 49     | –               | [ 115 ] |
| Spring Mountain at Polaris – wieża I   | 142          | 38     | –               | [ 116 ] |
| Gateway Las Vegas                      | 140          | 39     | 2009            | [ 117 ] |
| Grand Central Center                   | 137          | 32     | 2012            | [ 118 ] |
| Hilton Grand Vacations Club - wieża 3  | 123          | 40     | 2008            | [ 119 ] |
| Hilton Grand Vacations Club - wieża 4  | 123          | 40     | 2008            | [ 120 ] |

## Linia czasu najwyższych budynków w Las Vegas
Lista przedstawia obiekty, które dzierżyły tytuł najwyższych budynków w Las Vegas w przeszłości, a także obecnego lidera w tej kategorii, Fontainebleau Resort. Stratosphere Tower jest od momentu otwarcia w 1996 roku najwyższą wolnostojącą strukturą w mieście, jednak jako że nie jest w pełni zamieszkania, nie klasyfikuje się jej jako budynek, i nie została zawarta w zestawieniu.
| Nazwa                            | Grafika | Adres                          | Okres dzierżenia tytułu | Wysokość (m) | Piętra | Współrzędne                                        | Źródła  |
| -------------------------------- | ------- | ------------------------------ | ----------------------- | ------------ | ------ | -------------------------------------------------- | ------- |
| Castaways Hotel and Casino       | –       | 2800 Fremont Street            | 1954–1961               | 66           | 19     | 36°09′14,61″N 115°06′46,91″W/36,154058 -115,113031 | [ 6 ]   |
| Diamond of the Dunes Tower One   |         | 3650 Las Vegas Boulevard South | 1961–1969               | 84           | 24     | 36°06′46,31″N 115°10′26,13″W/36,112864 -115,173925 | [ 121 ] |
| Las Vegas Hilton                 |         | 3000 Paradise Road South       | 1969–1979               | 114          | 30     | 36°08′10,98″N 115°09′06,30″W/36,136383 -115,151750 | [ 122 ] |
| Fitzgeralds Casino and Hotel     |         | 301 Fremont Street             | 1979–1997               | 122          | 34     | 36°10′11,33″N 115°08′33,59″W/36,169814 -115,142664 | [ 84 ]  |
| New York-New York Hotel & Casino |         | 3790 Las Vegas Boulevard South | 1997–2005               | 161          | 49     | 36°06′08,06″N 115°10′27,53″W/36,102239 -115,174314 | [ 7 ]   |
| Wynn Las Vegas                   |         | 3145 Las Vegas Boulevard South | 2005–2007               | 187          | 48     | 36°07′35,23″N 115°09′56,55″W/36,126453 -115,165708 | [ 19 ]  |
| The Palazzo                      |         | 3325 Las Vegas Boulevard South | 2007–2009               | 196          | 53     | 36°07′26,69″N 115°10′04,35″W/36,124081 -115,167875 | [ 13 ]  |
| Fontainebleau Resort Las Vegas   |         | 2755 Las Vegas Boulevard South | 2009–obecnie            | 224          | 63     | 36°08′15,97″N 115°09′33,92″W/36,137769 -115,159422 | [ 11 ]  |